# Lucacevăț, Caraș-Severin
Lucacevăț este un sat în comuna Sichevița din județul Caraș-Severin, Banat, România.